# Glenn Neven
Glenn Neven (Tongeren, 8 februari 1990) is een Belgische voetballer die sinds de zomer van 2013 uitkomt voor Lommel SK. Neven speelt op de positie van centrale verdediger. Hij is momenteel ook aanvoerder van Lommel SK.

## Carrière
Neven genoot zijn jeugdopleiding bij KVK Tienen, hier maakte hij in het seizoen 2008/09 zijn debuut in het eerste elftal dat uitkwam in het toenmalige Tweede klasse. Neven groeide hier al snel uit tot sterkhouder en basispion. Nadat Neven zich met Tienen in het seizoen 2011/12 niet kon redden in de eindronde degradeerde het naar de derde afdeling. Neven kreeg echter de kans om in de reeks actief te blijven, hij tekende voor het seizoen 2012/13 bij KSK Heist. Ook hier was hij een sterkhouder, het leverde hem na één seizoen al een nieuwe transfer op naar Lommel SK. In het seizoen 2016/17 zakte Neven met Lommel naar de Eerste Klasse Amateurs, hij bleef de club echter trouw en na één seizoen werd de promotie en terugkeer naar Eerste Klasse B al gerealiseerd. In het seizoen 2019/20 kreeg hij, als enige speler van Lommel, een plek in het elftal van het seizoen in Eerste Klasse B.

## Statistieken
| Seizoen         | Club            | Competitie             | Competitie | Competitie | Play-offs | Play-offs | Beker | Beker | Totaal | Totaal |
| Seizoen         | Club            | Competitie             | Wed.       | Dlp.       | Wed.      | Dlp.      | Wed.  | Dlp.  | Wed.   | Dlp.   |
| --------------- | --------------- | ---------------------- | ---------- | ---------- | --------- | --------- | ----- | ----- | ------ | ------ |
| 2008-2009       | KVK Tienen      | Tweede klasse          | 12         | 0          | 0         | 0         | 0     | 0     | 12     | 0      |
| 2009-2010       | KVK Tienen      | Tweede klasse          | 28         | 2          | 0         | 0         | 0     | 0     | 28     | 2      |
| 2010-2011       | KVK Tienen      | Tweede klasse          | 32         | 0          | 0         | 0         | 2     | 0     | 34     | 0      |
| 2011-2012       | KVK Tienen      | Tweede klasse          | 30         | 0          | 2         | 0         | 0     | 0     | 32     | 0      |
| 2012-2013       | KSK Heist       | Tweede klasse          | 27         | 2          | 0         | 0         | 0     | 0     | 27     | 2      |
| 2013-2014       | Lommel SK       | Tweede klasse          | 31         | 4          | 0         | 0         | 1     | 1     | 32     | 5      |
| 2014-2015       | Lommel SK       | Tweede klasse          | 34         | 4          | 6         | 1         | 3     | 0     | 43     | 5      |
| 2015-2016       | Lommel SK       | Tweede klasse          | 31         | 1          | 0         | 0         | 2     | 0     | 33     | 1      |
| 2016-2017       | Lommel SK       | Eerste klasse B        | 28         | 2          | 3         | 0         | 2     | 1     | 33     | 3      |
| 2017-2018       | Lommel SK       | Eerste klasse amateurs | 30         | 4          | 6         | 2         | 4     | 0     | 40     | 6      |
| 2018-2019       | Lommel SK       | Eerste klasse B        | 25         | 2          | 4         | 0         | 1     | 0     | 30     | 2      |
| 2019-2020       | Lommel SK       | Eerste klasse B        | 25         | 0          | 0         | 0         | 2     | 0     | 27     | 0      |
| 2020-2021       | Lommel SK       | Eerste klasse B        | 0          | 0          | 0         | 0         | 0     | 0     | 0      | 0      |
| Carrière totaal | Carrière totaal | Carrière totaal        | 333        | 21         | 21        | 3         | 17    | 2     | 371    | 26     |

1 Fiermarín ·
3 Lemoine ·
4 Wuytens ·
5 Kis ·
6 Neven  ·
7 Henkens ·
8 Rosa ·
9 Saito ·
10 Agyepong ·
11 Kadiri ·
12 Lambrix ·
14 Tolinsson ·
16 Verschueren ·
17 Belghali ·
18 Þórðarson ·
19 Arzani ·
20 De Busser ·
21 Troonbeeckx ·
22 Kabongo ·
23 Vandersmissen ·
24 Boussouf ·
25 Aminu ·
27 Caio Roque ·
28 Anello ·
29 Aguilar ·
32 Talvitie ·
Coach: Van der Veen